# 湄公河慘案
湄公河惨案是指2011年10月5日在泰國湄公河金三角水域發生的一起針對中國船員的惡性襲擊事件。兩艘搭載13名中國船員的中國籍船舶「華平號」和緬甸籍船舶「玉興8號」商船在湄公河金三角水域遭到不明身份的武装分子劫杀，13名中國籍船员全部遇害。本事件也是中国人在海外遭遇的最严重的暴力事件之一。
事件发生之后，中国政府向老挝、缅甸和泰国三国派出警务工作组展开跨国调查，2011年12月案情基本查明，2012年4月案件主凶缅甸毒枭糯康及多名犯罪团伙人员被老挝警方擒获，并于5月移交至中国受审，2012年12月终审判处主犯糯康、桑康、依莱、扎西卡等死刑，2013年3月1日，四人于中国云南昆明被执行死刑。
该事件的发生也引起了中国政府对湄公河流域航道安全问题的重视，在2011年事发当月的10月31日，中老缅泰湄公河流域执法安全合作会议在中国北京举行，四国同意建立中老缅泰四国在本流域的执法安全合作机制，并发表《湄公河流域执法安全合作会议联合声明》。2011年12月10日，四国湄公河联合巡逻执法启动，至2012年底，已成功进行7次执法。

## 背景
“金三角”地区位于老缅泰三国交界处，长期盘踞着各路贩毒集团、黑社会组织及非法武装势力，是全世界社会治安最乱的地区之一。2008年以来湄公河上发生了28起针对中国公民的劫持伤人案，在湄公河一带，名气最大的贩毒组织就是缅甸籍毒枭糯康的集团。
中国两条商船“玉兴8号”和“华平号”长期在湄公河上航行，因长期不给糯康集团交“保护费”，糯康很气愤，多次托人捎话要求两个船主上交“保护费”，但船主拒绝。2011年9月21日，缅甸军方征用了一条中国商船，偷袭了糯康集团的指挥部，这使得糯康怀恨在心，决定实施报复。糯康集团的3号人物依莱与泰国黑社会比较熟，通过泰国黑社会的关系又与泰国的少数不法军人取得联系。

## 事件经过

### 案发
2011年10月5日上午9点左右，中国籍船舶“华平号”和缅甸籍船舶“玉兴8号”在泰国清莱府清盛县境内的湄公河流域航行时，被两艘不明身份的武装快艇劫持。当时与被劫持的两艘船只一同航行的还有“华鑫6号”，由于“华鑫6号”位置相较靠后，未被拦截。“华鑫6号”船员证实看到有7到8名武装匪徒登上两艘船挟船离去，随后便与其失去联系。之后被劫持的船只上13名中国船员全部被枪杀。
杀手在船只上放置90万粒毒品，以制造中国船员贩毒的假象。随后来到现场的泰国不法军人再次对两艘中国商船进行扫射，伪造清剿毒贩现场。10月6日，《曼谷邮报》转引泰国军方的说法（后被证实不属实），称中国两艘商船运输毒品，因此发生交火，导致船员死亡并掉进水里。10月10日，泰国警方打捞到了全部遇难者的遗体，所发现的遗体双眼被蒙，双手被背后反铐，身上有许多弹痕。

### 袭击者到案
10月28日，9名涉案的泰国现役军人在其上级军官的带领下，在泰国清莱府警察局自首，警方将控告这9人犯有杀人罪、抛尸罪两项罪名。但同日据《曼谷邮报》报道称，涉案9名泰军人并未认罪。当天下午4时，泰国警察总署副署长飘潘称，该9名军人隶属于泰國皇家陸軍第三军区（北部地區）第7步兵師（總部位於清迈府清迈市绰达纳路）的楠府“帕莽”军营，并且反复强调称：“泰国军队与此次事件没有关系”，“杀害中国船员纯属这9个败类军人的个人行为”。次日，时任中国国务院总理温家宝向时任泰国总理英拉通电，要求泰方加紧审理此案，依法严惩凶手。

### 调查
案发第二天10月6日，云南省西双版纳公安局组成调查组，深入“金三角”地区暗访。现场目击者称：一伙黑衣人登上中国商船，不久便响起枪声，随后这伙黑衣人跳上快艇逃跑了。这时泰国军人对船体扫射，随后又登上船后又有枪声。另外，被打捞上岸的12具船员尸体，加上一具在驾驶室的尸体，大多手脚被捆、嘴被堵、眼被蒙。调查组综合以上和其他疑点，初步判断泰国媒体报道的“中国船员因贩毒，其与泰军人交火被杀害”不属实。11月3日，公安部、云南省公安厅、西双版纳州公安局以及国内相关执法部门组成了案件联合专案组，公安部禁毒局局长刘跃进任组长。
经过大量的调查摸排，专案组判明两艘中国商船是被非法武装力量劫持的，现场发现的毒品、枪支，极可能为栽赃陷害。彼时，专案组抓获了一名在中国境内贩毒的缅甸籍犯罪嫌疑人，他供出缅甸毒枭糯康手下一位名叫“岩相宰”的船主。专案组在边境地区抓获了岩相宰，随即对其进行突击审讯，他交代了糯康集团的内部组织结构、人员分工、重要成员情况。最为重要的是，他曾听他的顶头上司、糯康集团3号人物依莱提到了此案件是由糯康所策划的。专案组就此锁定了糯康集团。

### 抓捕和引渡
12月6日，专案组锁定糯康在老挝的一个村庄里。当老挝军警准备搜查时，与糯康关系不错的村长出面阻挠搜查。经过协调和努力，老挝军警抓获了6名糯康组织成员，缴获了一批枪支弹药和毒品。糯康却在该村少数村民的护送下，搭船去了缅甸一侧，躲过了军警的抓捕。之所以糯康得到庇护，是因为糯康为了在当地生存发展，获得当地居民的支持，经常拿钱出来贿赂当地的基层军人、警察和“村干部”，与当地的老百姓关系颇好。第一次抓捕糯康的行动失败。
之后有多次可以抓捕糯康的机会，但都因为有人通风报信而未能成功。专案组决定“挤压其生存空间，断其后路，迫其现身”。经中国、老挝和缅甸警方的合作打击，糯康组织的藏身空间极大地缩小。2012年4月20日，糯康组织2号人物桑康独自离开糯康组织营地，被埋伏的警方抓获。4月25日，专案组获知糯康将由缅甸潜入老挝波乔省孟莫县活动，并于当晚同老挝警方联手，在老挝波乔省成功抓获糯康。5月10日，糯康依法由老挝移交中国受审，中国公安机关对糯康宣布逮捕。糯康承认其是本案的组织头目，交代了所有罪行。他还交代负责案件的直接实施者是4号人物翁蔑。专案组继续组织抓捕，走投无路的翁蔑和手下几十人向缅甸政府投降。至此本案的所有主要犯罪嫌疑人全部归案。8月28日，经过中缅双方谈判和具体交涉，根据协商结果，翁蔑被移交给中国，以协助中方调查。

## 审判
2012年8月12日，昆明市人民检察院对糯康、桑康、依莱、扎西卡、扎波、扎拖波6名被告人分别以故意杀人罪、运输毒品罪、绑架罪、劫持船只罪依法向昆明市中级人民法院提起公诉。在逃一人為案发时57歲的詹納斯·宋博潘（Jamras Sompongpan），宋博潘的工作主要負責糯康和泰國陸軍第7步兵師的9個涉案軍人之間的聯繫。
2012年9月20日，糯康等人故意杀人罪、运输毒品罪、绑架罪、劫持船隻罪在昆明市中级人民法院開庭。
2012年11月6日，云南省昆明市中级人民法院一审宣判，主犯糯康被判死刑。桑康·乍萨、依莱、扎西卡均被判死刑，扎波被判死刑，缓期两年执行，扎拖波被判有期徒刑8年。
2012年12月26日，云南省高级人民法院二审宣判，驳回上诉，维持原判。
2013年3月1日下午，糯康、桑康·乍萨、依莱、扎西卡四人，在云南昆明被执行注射死刑。

## 遇難者名單
中國籍船舶「華平號」遇害船員名單
- 黃勇（船長）
- 邱家海（大副）
- 王建軍（駕駛員）
- 蔡方華（駕駛員助理）
- 楊應東（船員）
- 李燕（炊事員）

緬甸籍船舶「玉興8號」遇害船員名單
- 楊德毅（船長、楊植緯的父親、文代洪的姐夫）
- 楊植緯（水手、楊德毅之子、文代洪的外甥）
- 王貴超（大副）
- 文代洪（駕駛員、楊德毅的妻子的弟弟、楊植緯的舅父）
- 曾保成（船員）
- 何熙行（船員、陳國英的丈夫）
- 陳國英（炊事員、何熙行的妻子）[22]

## 各方反应
- 中华人民共和国：中国外交部在中国船员被杀后紧急召见泰国、缅甸和老挝使节[23]，指示驻泰国使馆、驻清迈总领馆尽速查明情况，全力搜寻失踪中国公民下落，做好善后等后续工作，同时要求相关国家采取切实有效措施，加强对在湄公河相关水域航行的中国船舶船员的保护。中国政府派警察护送滞留人员到云南西双版纳的关累码头[24]。
- 泰國：泰国军方辩称中国船员是被缅甸贩毒集团枪杀[25]。
- 緬甸：缅甸佤邦否认劫杀中国船员，并愿接受中国调查[26]。

## 善后处理
事发后，50多位船员家属到达事发地认领遗体。法院判决该案6名被告人赔偿各附带民事诉讼原告人共计人民币600万元，2013年3月3日至3月4日，昆明市中级人民法院按照判决的赔偿数额发放给受害者家属。

## 后续

### 平安航道联合扫毒行动
2013年3月28日，中华人民共和国、老挝、缅甸、泰国的执法部门为有效整治湄公河流域突出的毒品犯罪问题，经商讨决定开展湄公河流域“平安航道”联合扫毒行动，启动仪式于3月28日在京举行。

### 中老缅泰湄公河联合巡逻
中老缅泰湄公河联合巡逻是2011年湄公河惨案发生后，中、老、缅、泰四国执法主管部门为应对湄公河流域治安、发展问题，建立起四国在湄公河流域开展联合执法的安全合作机制。该联合巡逻每月行动一次，巡逻路线自云南西双版纳出发，沿澜沧江—湄公河中缅界河、老缅界河，抵达金三角水域；联合巡逻主要执行护航商船、多边交流、联合执法等工作，共同维护湄公河的国际航道及沿岸安全稳定。截止至2020年12月中旬，中老缅泰湄公河联合巡逻执法已执行巡逻达百次。

## 改编作品
- 《湄公河大案》：2014年央视播出电视剧。
- 《湄公河行动》：2016年電影，林超賢導演，張涵予、彭于晏領銜主演，發行工作室發行。